# Eduardo Martínez García
Eduardo Martínez García (9 de diciembre de 1977, Madrid, España) es un ingeniero, profesor universitario y empresario español. Es cofundador y actual consejero delegado (CEO) de Toqio, una empresa tecnológica especializada en finanzas integradas, orientada principalmente al segmento de pequeñas y medianas empresas (PYMES).

## Formación académica
Martínez se licenció en Ingeniería Superior en Sistemas de Información con especialización en Administración y Dirección de Empresas por la Universidad Pontificia de Salamanca. Posteriormente obtuvo un Executive MBA en IE Business School.

## Trayectoria profesional
Inició su carrera profesional en la consultora Accenture, donde trabajó durante aproximadamente nueve años en proyectos de consultoría estratégica y transformación corporativa en diversos mercados.
En 2009 fundó, junto a colegas, varias empresas tecnológicas en el Reino Unido como Geniac, una plataforma SaaS de gestión empresarial que luego fue adquirida por Grant Thornton Emprendedores.
En 2019 emprendió junto a Mike Galvin el proyecto Toqio, que tiene como objetivo cerrar la brecha entre las PYMES y los servicios financieros tradicionales mediante una plataforma modular diseñada para integrarse con entidades bancarias o no bancarias seleccionadas

## Actividad académica y roles institucionales
Desde 2018, Martínez ejerce como profesor asociado en IE University, impartiendo materias relacionadas con emprendimiento y transformación digital. 
Asimismo, forma parte de la organización internacional Young Presidents’ Organization (YPO).